# Linia kolejowa Brive-la-Gaillarde – Tuluza
Linia kolejowa Brive-la-Gaillarde – Tuluza – linie kolejowa we Francji o długości 248 km. Łączy Brive-la-Gaillarde z Tuluzą przez Figeac i Capdenac. Linia została otwierana etapami między 1858 a 1864 rokiem.